# Vojnest
Vojnest románul: Voinești, település és községközpont Romániában, Moldvában, Iași megyében.

## Fekvése
Jászvásártól délnyugatra fekvő település.

## Története
Községközpont, 6 falu: Vojnest (Voinești), Lungani, Schitu Stavnic, Slobozia és Vocotești tartozik hozzá.
A 2002. évi népszámlálás adatai szerint 6169 lakosa volt.